# 아론 훈트
아론 훈트(Aaron Hunt, 1986년 9월 4일, 고슬라어 ~)는 독일의 전 축구 선수이다.

## 클럽 경력
그의 베르더 브레멘 첫 시즌을 2군에 보냈는데, 이 시즌에 브레멘은 더블을 기록하였다. 훈트는 2004년 9월 18일, 하노버 96과의 경기에서 교체 투입되어 데뷔전을 치루었다. 그의 첫 선발 경기는 2005년 2월 12일, 보루시아 묀헨글라트바흐전이었고, 그는 첫골을 넣었는데, 이는 18세 161일로 최연소 베르더 브레멘 득점자가 되었다.
2006년 초, 훈트는 무릎 부상을 당하였고, 나중에 윤활낭염으로 판정되었다. 그 결과에 따라, 그는 시즌 하반기 내내 결장하였다. 그 해 11월, 그는 2010년까지 연장계약을 하였고, 2007년 3월 3일, 그는 VfL 보훔전에서 해트트릭 원맨쇼를 벌여 3-0으로 승리하였다. 이 시점, 베르더는 리그 2위로 내려앉았고, 시즌은 VfB 슈투트가르트와 FC 샬케 04에 이어 3위로 마감하였지만, 그는 시즌 최다골인 9골을 득점하였다.
2014년 재계약을 거절하고, 자유 계약으로 VfL 볼프스부르크로 이적한다.

### 능력
그는 주로 윙어로 뛰며, 그는 포워드나 공격형 미드필더로도 기용할 수 있다.

## 페어플레이
아론 훈트는 2014년 3월 9일 독일 뉘른베르크 이지크레딧 스타디온에서 열린 2013-2014시즌 독일 분데스리가 24라운드 뉘른베르크와 원정 경기서 페널티킥 양심선언을 했다.
아론 훈트는 2-0으로 앞선 후반 30분 페널티 박스 안에서 넘어졌다. 주심은 훈트가 수비수 발에 걸려 쓰러졌다고 판단해 페널티킥을 선언하였다.
상대 수비수인 뉘른베르크의 하비에르 피놀라는 억울하다며 펄쩍펄쩍 뛰었다. 이때 아론 훈트가 주심에게 다가가 '상대 수비수 발에 걸려 넘어진게 아닙니다. 저 혼자 넘어진겁니다 반칙이 아닙니다'라며 고개를 절레절레 흔들었다. 그리하여 주심은 페널티킥 무효를 선언했고,
과도한 추가 실점의 빌미를 제공할 뻔했던 상대 수비수 뉘른베르크의 피놀라는 감동한 듯 훈트의 손을 잡아끌며 악수를 청했고, 뉘른베르크 미드필더 마이크 프란츠는 훈트를 향해 엄지손가락을 치켜세웠다. 과도한 경쟁이 일고 있는 스포츠 무대에서 흔치 않은 장면이 연출됐다. 아론 훈트의 페널티킥 양심선언은 잔잔하고도 큰 감동을 안겼다.

## 국가대표 경력
그의 아버지는 독일인이고 어머니는 잉글랜드인으로, 훈트는 독일이나 잉글랜드로 뛸 가능성이 있었지만, 그는 망설임 없이 그가 태어난 독일을 택하였다.
2006년 10월, 그는 2007년 UEFA U-21 챔피언쉽 예선전에 차출되었으며, 코벤트리에서 잉글랜드를 상대하였다. 2009년 11월 6일, 훈트는 2009년 11월 14일의 칠레전과 11월 18일의 코트디부아르전을 앞두고 처음으로 발탁되었고, 코트디부아르전에서 데뷔경기를 뛰었다. (칠레전은 취소되었다. )

### 스캔들
2006년 11월, 훈트는 비스포츠적 행위로 UEFA의 징계를 받았다. 그는 U-21 잉글랜드전에서 인종차별적인 행위를 하였으며, 2경기 출장정지 처분을 받았다. 그러나, 그는 정중히 해명하였고, 징계는 취소되었다.